# Produit de substitution aux céréales
 (octobre 2023).
Un produits de substitution aux céréales (PSC) est un produit utilisé en aliment animale (notamment pour les ruminants) en substitution de céréales. Il s'agit notamment de corn gluten feed, de manioc ou de pulpes d'agrumes.  
Ils constituent une catégorie douanière définie par la Communauté européenne afin de rééquilibrer les barrières douanières au moyen de droits de douanne. Ces produits de substitution n'étaient auparavant pas soumis à des droits de douane particuliers, alors que les secteurs à prélèvement variable[Quoi ?] étaient très taxés.